# Gérard Jouannest
 (avril 2013).
Si vous disposez d'ouvrages ou d'articles de référence ou si vous connaissez des sites web de qualité traitant du thème abordé ici, merci de compléter l'article en donnant les références utiles à sa vérifiabilité et en les liant à la section « Notes et références ».
Gérard Jouannest, né le 2 mai 1933 à Vanves et mort le 16 mai 2018 à Gassin,, est un pianiste et compositeur français connu principalement pour avoir été l'accompagnateur de Jacques Brel, ainsi que de Juliette Gréco dont il était l'époux en ultime noce.

## Biographie
Gérard Jouannest est né le 2 mai 1933. Son grand-père est facteur de piano, son père ouvrier, amoureux de musique. Un enthousiasme qu’il transmet à son fils qui est admis au Conservatoire national supérieur de musique de Paris en 1946 dans la classe d'Yvonne Lefébure. Il en sortira avec un premier prix de piano. Après une interruption - pour cause de service militaire durant 30 mois au Maroc - Gérard Jouannest se prépare à présenter le concours de professeur au Conservatoire de musique de Besançon. La mort brutale de son père, deux jours avant l’examen, mettra un terme à son rêve de devenir concertiste.

### Collaboration avec Jacques Brel
Pressé de subvenir aux besoins de sa famille, Gérard Jouannest débute en jouant dans un orchestre tzigane dans une brasserie située place Blanche, puis comme accompagnateur des Trois Ménestrels en 1957. Pendant un an, il va découvrir l’univers professionnel de la chanson et se produire dans plusieurs salles, notamment celle des Trois Baudets. Ce cabaret parisien voit se succéder de nombreux artistes de talent, dont celui qui va changer la vie de Gérard Jouannest : Jacques Brel. À l’époque, c’est François Rauber, lui aussi issu du Conservatoire national de musique, qui accompagne Brel sur scène. Gérard Jouannest découvre ce duo musical, fasciné par la qualité de leurs chansons et de leurs interprétations. Quelque chose se noue alors entre les trois hommes, une amitié indéfectible, une fusion de talents grâce auxquels la chanson française va prendre une autre dimension. Le Jacques Brel que nous connaissons aujourd’hui est né de ses collaborations avec Gérard Jouannest et François Rauber. Ce dernier doit abandonner les tournées, et c’est tout naturellement à Gérard Jouannest que Brel s’adresse à la fin de l’année 1958 pour lui proposer de l’accompagner sur scène. Gérard Jouannest abandonne alors sans regret les Trois Ménestrels, et commence alors une vie de bohème pour les deux artistes qui sillonnent les routes, enchaînent les tournées et renforcent leur amitié.
D’accompagnateur, Gérard Jouannest va petit à petit, poussé par Brel, devenir son co-compositeur. Son premier apport musical, en 1959, concerne l’une des chansons les plus connues de l’artiste : Ne me quitte pas. Brel a une mélodie en tête qu’il interprète à la guitare sans parvenir à la développer. Il demande alors à Gérard Jouannest de la jouer plus lentement au piano ; ce qu'il fit mais en y ajoutant une touche personnelle, le pont musical qui permet à Brel de parfaire ce qui deviendra un immense succès. Cette première collaboration restera méconnue puisque Gérard Jouannest, n’ayant jamais songé à se lancer dans la composition, n’est alors pas inscrit à la Sacem, ce qui sera chose faite en 1960. Pour la peine, Brel lui offrira un piano.
Brel pressent tout le potentiel de son pianiste et le formidable atout artistique qu’il représente. Dès lors, il ne cessera de faire appel à lui, de sa première composition enregistrée à la Sacem - On n’oublie rien - à tant de merveilles nées de la collaboration et de l’exceptionnelle amitié de ces deux hommes : Marieke, Bruxelles, Madeleine, Les vieux, Mathilde, La chanson de Jacky, Fils de, La chanson des vieux amants, J’arrive, etc. En près de dix ans, Gérard Jouannest va composer ou co-composer 33 chansons du répertoire de Brel. Il ne compose jamais seul à partir d’un texte : les deux artistes travaillent toujours ensemble pour la musique. Mais la plupart du temps, Brel écrit seul les paroles qu'il ne montre jamais au préalable à son pianiste. Cette collaboration prend fin avec la décision de Brel d’arrêter définitivement la scène en 1967.
Son amitié et sa fidélité seront immuables, même après la mort de Jacques Brel en 1978.

### Juliette Gréco et ses autres collaborations
En février 1968, Gérard Jouannest reçoit un appel de Barbara lui demandant de l’accompagner sur scène. Un rendez-vous manqué, puisque la chanteuse annulera sa tournée pour des raisons de santé. Le jour même, François Rauber appelle Gérard Jouannest pour lui proposer de partir au Canada avec une autre chanteuse : Juliette Gréco. Une collaboration qui ne devait être que provisoire, mais qui perdure jusqu'à la mort de Gérard Jouannest. Ils se marient le 15 avril 1988 à Ramatuelle.
Juliette Gréco puise dans les multiples talents de son pianiste en lui confiant également la plupart des musiques de ses albums. Après son travail avec Jacques Brel, Gérard Jouannest doit s’adapter à une nouvelle manière de composer, puisqu’il collabore désormais avec différents auteurs : Henri Tachan, Pierre Seghers, Richard Cannavo, Jean Tardieu, Benjamin Biolay, Miossec, et d’autres qui signent un album entier comme Maurice Fanon, Henri Gougaud, Jean-Claude Carrière ou Étienne Roda-Gil. Grâce à Gérard Jouannest, certaines chansons de Juliette Gréco voient le jour : L'Enfant secret ou Le Miroir noir.

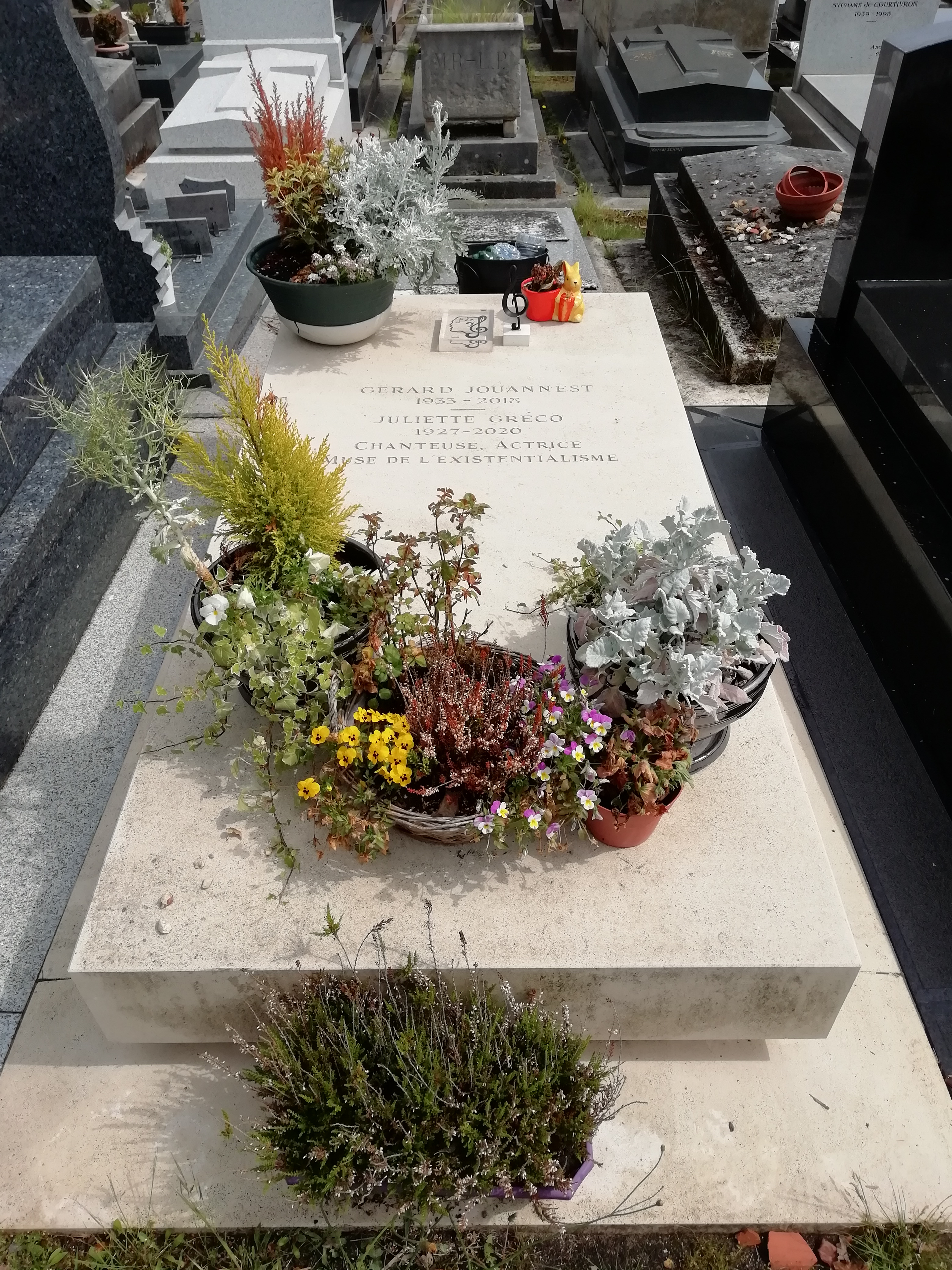
Tombe de Gérard Jouannest et Juliette Gréco au cimetière du Montparnasse (division 7).

En 1986, Gérard Jouannest est sollicité par le comédien belge Ronny Coutteure pour mettre en musique les textes des Contes d'un buveur de bière, adaptés de l’œuvre de Charles Deulin. La comédie musicale sera montée en Belgique en 1991. Puis Jean-Claude Brialy lui demande de composer la musique de deux téléfilms, George Dandin et La Dame aux camélias.
Il participe également à l'album Gibraltar d'Abd Al Malik (La Gravité, Il se rêve debout et L'Alchimiste), puis à l'album Dante (2008).
Gérard Jouannest compte plus de deux cent soixante créations à son répertoire.
En 2007, il reçoit le prix de printemps de la Sacem (prix Lucien et Jean Boyer).
Il meurt le 16 mai 2018 à l'âge de 85 ans et est inhumé au cimetière du Montparnasse (division 7). Juliette Gréco l'y rejoint deux ans plus tard.

## Listes de ses compositions

### Pour le répertoire de Brel
Liste établie d'après les sites officiels de la Fondation Jacques Brel et de la SACEM
- Ne me quitte pas (non crédité) : composée avec Jacques Brel
- Marieke : composée avec Jacques Brel
- On n'oublie rien
- Le Prochain Amour : composée avec Jacques Brel
- L'Ivrogne : composée avec Jacques Brel
- Les prénoms de Paris
- Madeleine : composée avec Jacques Brel et Jean Corti
- Les Biches
- Bruxelles : composée avec Jacques Brel
- Les Filles et les Chiens
- La Parlote : composée avec Jacques Brel
- Les vieux : composée avec Brel et Jean Corti
- Les Fenêtres : composée avec Brel
- Les Toros : composée avec Brel et Jean Corti
- J'aimais : composée avec François Rauber
- Mathilde
- Tango funèbre
- Titine : composée avec Jean Corti et Ferdinand Niquet
- Les Jardins du casino
- Jacky
- Fernand : composée avec Brel
- Les désespérés
- Le cheval
- Fils de...
- La Chanson des vieux amants : composée avec Brel
- À jeun
- Le gaz
- Les moutons : composée avec Brel
- J'arrive : composée avec Brel
- Comment tuer l'amant de sa femme quand on a été élevé comme moi dans la tradition : composée avec Brel
- Un enfant : composée avec Brel
- Vieillir : composée avec Brel
- L'amour est mort : composée avec Brel

### Pour Juliette Gréco
- Je suis bien

## Engagement politique
En 2012, Gérard Jouannest soutient Jean-Luc Mélenchon, candidat du Front de gauche à l'élection présidentielle.

## Pour approfondir